# Jelakcatur
Jelakcatur is een bestuurslaag in het regentschap Lamongan van de provincie Oost-Java, Indonesië. Jelakcatur telt 1950 inwoners (volkstelling 2010).